# سابانغ (إندونسيا)
سابانغ (بالإنجليزية: Sabang, Indonesia)‏ هي مدينة تقع في إندونيسيا في آتشيه. يقدر عدد سكانها بـ 32,271 نسمة ومساحتها 153 كم2 .